# A brazíliai fiúk (film)
A brazíliai fiúk (The Boys from Brazil) 1978-ban bemutatott amerikai és brit közös produkcióban készült film. Franklin J. Schaffner rendezte, Ira Levin azonos című regénye alapján. A főbb szerepekben Gregory Peck, Laurence Olivier, James Mason és Steve Guttenberg látható.
A filmet három Oscar-díjra és egy Golden Globe-díjra is jelölték, de végül egyiket sem kapta meg. A brazíliai fiúk kitalált történet, amelyben valós személyek is szerepelnek, míg egyes karakterek nevét a film készítői megváltoztatták, de valós személyeken alapszanak. Ezra Liebermant Simon Wiesenthal nácivadászról mintázták, míg Josef Mengele valóban létező személy volt.

## Cselekmény
Paraguayban Barry Kohler már régóta figyeli a Dél-Amerikába szökött nácikat, akik az utóbbi időben különösen aktívak. Szerinte készülnek valamire, bár még nem tudja, mire, ezért úgy dönt: még alaposabban fog nyomozni utánuk. Egyik alkalommal magas rangú náci vezetőket kap lencsevégre, amint épp találkoznak a repülőtéren. Felhívja a Bécsben élő Ezra Liebermant, az egyik legnagyobb nácivadászt. Lieberman figyelmezteti hogy hagyja ott Paraguayt, mert ott nincs biztonságban. Lieberman tudja, hogy ott vannak a nácik, de nem tud mit csinálni velük, mert már anyagi forrásai szűkösek, és a korábbi támogatói már nincsenek meg. De Kohler nem hallgat rá, és lehallgatóberendezést juttat be, egy kis paraguayi fiú segítségével a nácik főhadiszállására. A nácik gyűlésén egy igen tekintélyes személyiség, maga Dr. Mengele is megjelenik, akit már régóta keresnek háborús bűnök miatt. Miután üdvözlik egymást, Dr. Mengele a tárgyra tér. 

Dr. Mengele ezt az akciót élete fő művének tartja, amely ha sikerül, létrehozhatják a Negyedik birodalmat

 Az elkövetkező 2,5 évben 94 olyan embert akar megöletni, akik 65 évnél idősebbek. De közülük egyikük sem zsidó és nagyrészt kispolgárok. A gyűlés tagjai nem értik Mengele tervét, de sok idejük nincs rajta gondolkozni, mert észreveszik, hogy lehallgatják őket. Lázasan keresni kezdik a lehallgató készüléket, Barry gyorsan menekülni kényszerül, mert érzi, hogy lebukott. Dr. Mengele kideríti, hogy a személyzet közül a kisfiú helyezte el a lehallgatókészüléket, majd kiszedi belőle megbízója nevét és címét. Barry visszamegy a szállodai szobájába, hogy felhívja Liebermant. Lejátssza neki a felvételt, de Lieberman nem tudja végighallgatni, mert megérkeznek a nácik és megölik Kohlert. Mengele eltünteti a nyomokat és a kisfiút is megöleti. Lieberman már megöregedett és megfáradt, de Kohler hívása bogarat ültet a fülébe, és nyomozni kezd. Megnézi a régebbi postáját és felfedezi a Kohler által korábban küldött fényképeket, amelyeken korábbi magas rangú háborús bűnösök láthatóak. Másnap felkeresi Sidney Beynont, hogy a segítséget kérje, de Beynon szerint 30 év után már senkit sem érdekelnek a nácik. Lieberman kéri Beynont, hogy az emberei küldjék el neki az olyan különös haláleseteket, ahol az áldozat 65 évnél idősebb férfi volt. Beynon a régi barátságukért ezt megteszi Liebermannak.

Nem kell sokat várni, mert Gladbeckben a nácik megölik első áldozatukat, egy 65 éves postást. Eduard Seibert ezredes találkozik Mengelével a birtokán és beszámol a terv haladásáról, de jelzi hogy Lieberman veszélyt jelenthet rájuk, és kéri hogy halasszák el az akciót. De Mengele hajthatatlan és ragaszkodik a tervhez, mert ezt tartja élete fő művének. A náci ügynökök sorra teszik el láb alól azokat az idős férfiakat, akik a listáikon vannak a világ különböző országaiban. Lieberman járja a gyanús esetek helyszíneit, épp Gladbeckbe tart a testvérével. Mikor elmegy az özvegyhez, feltűnik neki, hogy a feleség jóval fiatalabb volt a férjnél, és hogy a fiuk sötét hajú, kék szemű arrogáns kisfiú. De nem jut előrébb a nyomozásban. Seibert ezredes egyre jobban aggódik Lieberman miatt, de nem akarják megölni, mert azzal felhívnák a figyelmet magukra. Továbbra is azt javasolja, hogy állítsák le az akciót, de Mengele kifakad rá, mert szerinte egy vén szenilis zsidó miatt nem állíthatják le az akciót. Mikor Lieberman visszatér Gladbeckből a vasútállomáson találkozik David Bennettel, Barry Kohler barátjával aki segíteni akar Liebermannak, de Lieberman egyedül szeretne dolgozni. Végül sikerül őt meggyőzni és Bennet csatlakozik, hogy segítsen felkutatni a nácikat. 

Lieberman felkeresi azokat a családokat, ahol az idős férj különös haláleset miatt halt meg. Így találkozik az egyik olyan családdal, ahol az adoptált kisgyermek Adolf Hitler genetikai másolata

A náci bajtársi szövetség emberei nincsenek tekintettel áldozataikra, mindenáron végrehajtják a parancsot. A listán szereplő egykori SS tisztet is ugyanolyan hidegvérrel ölik meg, mint bármelyik más áldozatukat. Lieberman az Amerikai Egyesült Államokba utazik a következő furcsa halálesethez. Szokványos esetnek tűnik, de elcsodálkozik, mikor pont ugyanolyan kinézetű gyereket lát, mint akit Gladbeckben látott. A fiú anyja elmondja Liebermannak, hogy a fiukat egy német hölgytől, Frieda Maloneytől fogadták örökbe, akiről később kiderült, hogy kápó volt egy koncentrációs táborban. Lieberman felhívja Bennetet és megkérdezi, nem látott-e egy fekete hajú, kék szemű gyereket valamelyik családnál, akiknél vizsgálódott. Bennet is látott egy ilyen gyereket az egyik családnál, és ez már több mint gyanús Liebermannak. Ezért meglátogatja a börtönben Frieda Maloneyt, és alkut kínál neki: ha beszél, közbenjár az érdekében. Maloney elmondja, hogy olyan északi keresztény családoknak adtak gyerekeket, akiknek elutasították az örökbefogadási kérelmüket, mert az apát túl öregnek találták. Az 1960-as évek közepén kérte meg rá a náci bajtársi szövetség, hogy Brazíliából hozott fiú gyerekeket adjon a kiválasztott amerikai és kanadai családoknak. Lieberman otthon próbál rájönni, hogy mi lehetett Mengele célja a kisbabák osztogatásával. Mengele az egyik náci bálon észreveszi az egyik emberét, akinek a listán szereplő személyeket kellene ölnie. Éktelen haragra gerjed és mindenki előtt nekitámad az emberének. A társaság tagjainak kell őket szétválasztani. Mikor lehiggadnak, akkor tudja meg, hogy az embereit a tudta nélkül visszahívták. Mivel tudomásukra jutott, hogy Lieberman meglátogatta a börtönben Maloneyt, ezért a felsőbb vezetők lefújták az akciót. A bécsi Biológiai Intézetben Lieberman megtudja, hogy azok a fiúk, akiket látott, valószínűleg klónok és nem ikrek. Az intézet doktora szerint egy bőrdarabból vagy egy vércseppből is lehet klónt előállítani. De az orvos szerint a környezeti hátteret is produkálni kell ahhoz, hogy ugyanolyan ember legyen valaki, mint akiből klónozták. Mikor Lieberman megtudja, hogy nem csak élő emberekből lehet klónt előállítani, hanem halott emberekből is, rosszul lesz. Rájön, hogy az az egyén, akit klónoztak, nem más, mint Adolf Hitler. A bajtársi szövetség úgy dönt, megsemmisítik a bizonyítékokat és felgyújtják Mengele házát. De Dr. Mengele már rég elhagyta a paraguayi házát, és maga vette kezébe a terv folytatásának kivitelezését. A listán szereplő következő személy, akit meg kell ölni, egy amerikai tanyán él. Mengele Liebermannak adja ki magát, így a dobermannokat tenyésztő farmer, Mr. Wheelock nem gyanakszik rá, és beengedi a házába. 

Liebermant és Mengelét is fogságba ejtették a kutyák

Dr. Mengele a kutyák miatt nem akar Wheelockra támadni, ezért arra hivatkozik, hogy gyerekkora óta fél a kutyáktól, és megkéri a farmert, hogy zárja be a kutyákat a szomszéd szobába. Miután Mr. Wheelock bezárta a kutyákat, Mengele lelövi a farmert. Lieberman is a tanyára tart, de ő azért, hogy figyelmeztesse a farmert, mert ő lehet a következő áldozat, akit Mengele meg akar ölni. Mikor odaér, nyitva találja az ajtót, így bemegy rajta. De a házban Mr. Wheelock helyett Mengelét találja a nappaliban. Mengele rálő Liebermanra, aki nem kap halálos sebet, így még marad arra ereje, hogy szembeszálljon Mengelével. Dulakodni kezdenek, de Mengele legyőzi Liebermant, akinek elmondja hogy hogyan valósította meg a tervét, mielőtt megölné. Ekkor Lieberman felugrik, de Mengele többször rálő, ennek ellenére Liebermannak sikerül kiengednie a bezárt dobermannokat, akik rátámadnak Mengelére. Ekkor érkezik meg Bobby, Mr. Wheelock fia, aki a két embert a dobermannok fogságában találja. Mengele Liebermanra próbálja kenni a helyzetet, és azt mondja, hogy Lieberman támadta meg. De Bobbyt ez nem hatja meg, és gyanúsan méregeti a két férfit. Ekkor Dr. Mengele elmondja Bobbynak, hogy ő maga Adolf Hitler másolata és nagy tettekre született. Ekkor Lieberman azt mondja a fiúnak, hogy nézze meg az apja holttestét a pincében, mert Mengele megölte. Mikor a fiú felfedezi az apja holttestét, feljön a pincéből és széttépeti a kutyákkal Mengelét. Majd kihívja a mentőket Liebermanhoz, akit súlyos állapotban szállítanak kórházba. A kórházban meglátogatja David, és elmondja, hogy meg akarja ölni a fiúkat, de Lieberman ezt nem engedi, mert igaz, hogy a fiúk Adolf Hitler genetikai másolatai, de szerinte ők is csak gyerekek. Majd David szeme láttára elégeti Mengele listáját, amin a további gyerekek nevei vannak. A film végén Bobby Wheelock nézegeti a Mengele holttestéről készített véres képeket, ami lázba hozza. A készítők a néző képzeletére bízzák, hogy vajon a gyermekből felnőttkorára olyan lesz a személyisége, mint Adolf Hitlernek, vagy csak egy hétköznapi felnőtt lesz belőle.

## Szereplők
| Szereplő                                                | Színész          | Magyar szinkron |
| ------------------------------------------------------- | ---------------- | --------------- |
| Dr. Josef Mengele                                       | Gregory Peck     | Sinkovits Imre  |
| Ezra Lieberman                                          | Laurence Olivier | Benkő Gyula     |
| Eduard Seibert                                          | James Mason      | Szabó Ottó      |
| Esther Lieberman                                        | Lilli Palmer     | Földi Teri      |
| Frieda Maloney                                          | Uta Hagen        | Győri Ilona     |
| Barry Kohler                                            | Steve Guttenberg | Kerekes József  |
| Sidney Beynon                                           | Denholm Elliott  | Gruber Hugó     |
| Mrs. Doring                                             | Rosemary Harris  | Andai Györgyi   |
| Henry Wheelock                                          | John Dehner      | Kun Vilmos      |
| David Bennett                                           | John Rubinstein  | Kulka János     |
| Mrs. Curry                                              | Anne Meara       | Bencze Ilona    |
| Jack Curry/Simon Harrington/Erich Doring/Bobby Wheelock | Jeremy Black     | Bolba Tamás     |
| Doktor Bruckner                                         | Bruno Ganz       | Végvári Tamás   |
| Mundt                                                   | Walter Gotell    | Csurka László   |
| Mr. Harrington                                          | Michael Gough    | Surányi Imre    |

## Érdekességek
- A film főszerepét először George C. Scottnak szánták, de ő lemondta, mielőtt elkezdődött volna a forgatás. Így helyette Gregory Peck kapta meg a film főszerepét, akit végül Golden Globe-díjra jelöltek a filmben nyújtott alakításáért.[3]
- Gregory Pecknek ez az egyetlen filmszerepe, amelyben negatív karaktert játszott.[4]
- Mikor a filmet bemutatták, az igazi Dr. Josef Mengele még élt, és csak 1979-ben halt meg Brazíliában.
- Bruno Ganz, aki Dr. Brucknert játszotta, 2004-ben A bukás-Hitler utolsó napjaiban Adolf Hitlert alakította.
- A fiatal kezdő színész, Steve Guttenberg a stáblistán még Steven Guttenberg néven szerepelt.

## Filmzene
- "We're Home Again"

zene: Jerry Goldsmith 

Írta: Hal Shaper 

Ének: Elaine Paige

## Díjak és jelölések
- Oscar-díj
  - jelölés: Laurence Olivier (legjobb férfi főszereplőnek)
  - jelölés: Robert Swink (legjobb vágás)
  - jelölés: Jerry Goldsmith (legjobb eredeti dal)
- Golden Globe-díj
  - jelölés: Gregory Peck (legjobb férfi főszereplőnek – filmdráma)
- Szaturnusz-díj
  - jelölés: legjobb science fiction film
  - jelölés: Laurence Olivier (legjobb színész)
  - jelölés: Franklin J. Schaffner (legjobb rendezés)
  - jelölés: Jerry Goldsmith (legjobb zene)
  - jelölés: Uta Hagen (legjobb női mellékszereplő)
  - jelölés: Heywood Gould (legjobb író)